# Federación Estatal de Lesbianas, Gays, Transexuales y Bisexuales
Federación Estatal de Lesbianas, Gays, Transexuales y Bisexuales (FELGTB) (z hiszp. Państwowa Federacja Lesbijek, Gejów, Transseksualistów i Biseksualistów) jest hiszpańską organizacją LGBT. Od czerwca 2008 roku FELGTB wraz z COC Nederland ma status konsultanta przy Radzie Gospodarczej i Społecznej ONZ.
Organizacja pod nazwą Federación Estatal de Gays y Lesbianas (FELG) została utworzona w 1992 roku w Madrycie. Obecnie w skład Federacji wchodzi ponad 30 różnych organizacji z całej Hiszpanii. Z czasem do akronimu utworzonego od nazwy organizacji dodano litery „T” od transseksualistów i „B” od biseksualistów. 
FELGTB wraz z inną hiszpańską organizacją LGBT, COGAM, organizuje coroczne manifestacje LGBT w Hiszpanii. Federacja znana jest z wielu kontrowersyjnych kampanii, takich jak „Vota rosa” („Głosuj różowo”) i „2004 no votes PP” („2004 nie głosuj na PP”). Podczas debaty publicznej na temat wprowadzenia małżeństw osób tej samej płci w Hiszpanii organizacja wielokrotnie krytykowała sprzeciwiającą się im Partię Ludową, zwłaszcza za powołanie na eksperta psychiatry Aquilino Polaino, który nazwał homoseksualizm patologią. Prominentni działacze PP odcięli się później od poglądów Polaino. W 2007 roku partia rozpoczęła kampanię „Ni un céntimo para quien te discrimina” („Ani grosza dla tych, którzy cię dyskryminują”) zachęcającą do zaznaczania w formularzach związanych z podatkiem dochodowym pola „na cele publiczne” zamiast „dla Kościoła katolickiego”.